# Грома

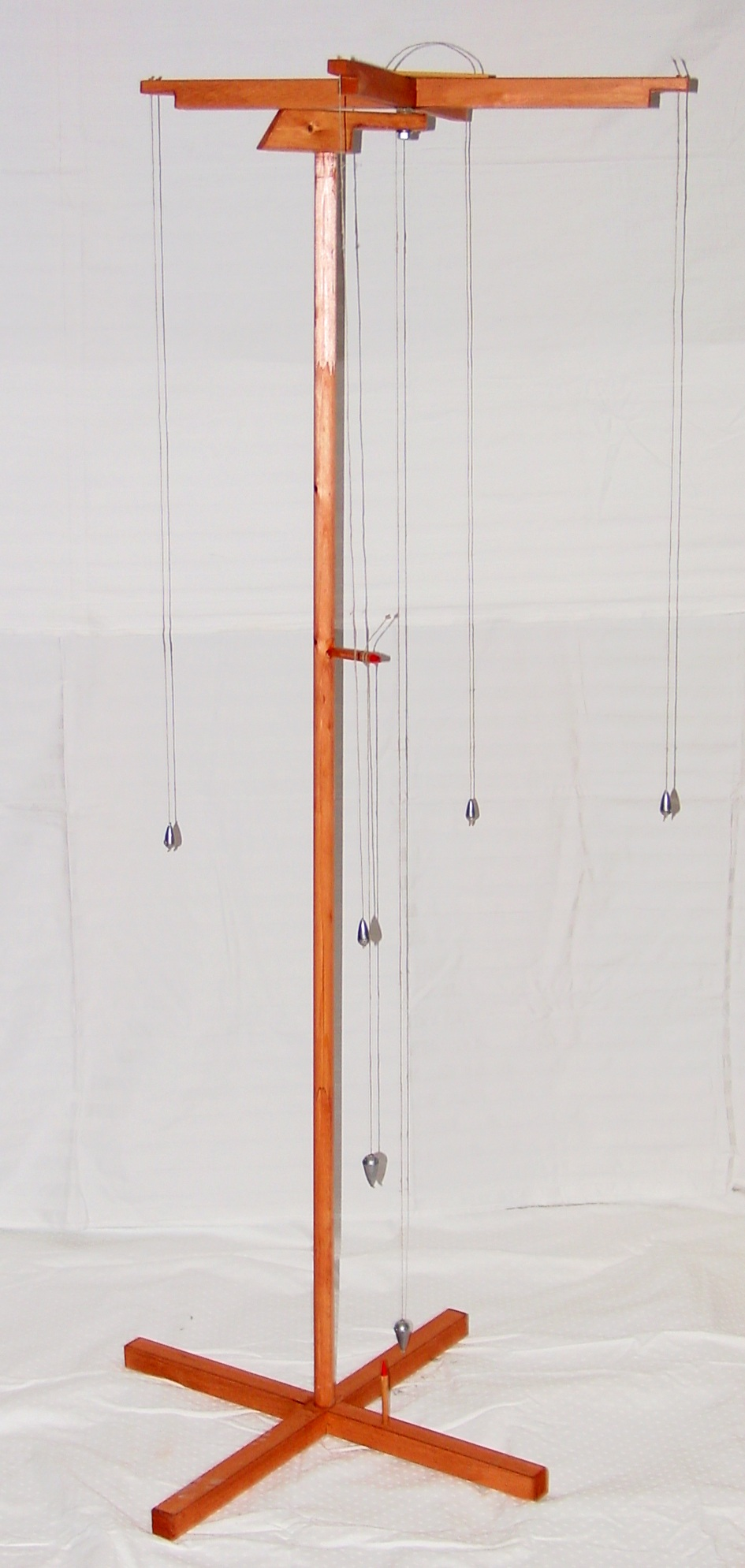
Грома (реконструкция)

Грома (лат. groma, gruma) — измерительный и геодезический инструмент древнеримских агрименсоров.

## Название
Название, вероятно, происходит от искаженного в этрусском греческого слова γνώμων (см. гномон) в значении «угольник». По-латински называлось также ferramentum (букв. «железное устройство», по материалу основной части), tetrans и stella («звезда», по форме верхней части).

## Устройство и применение

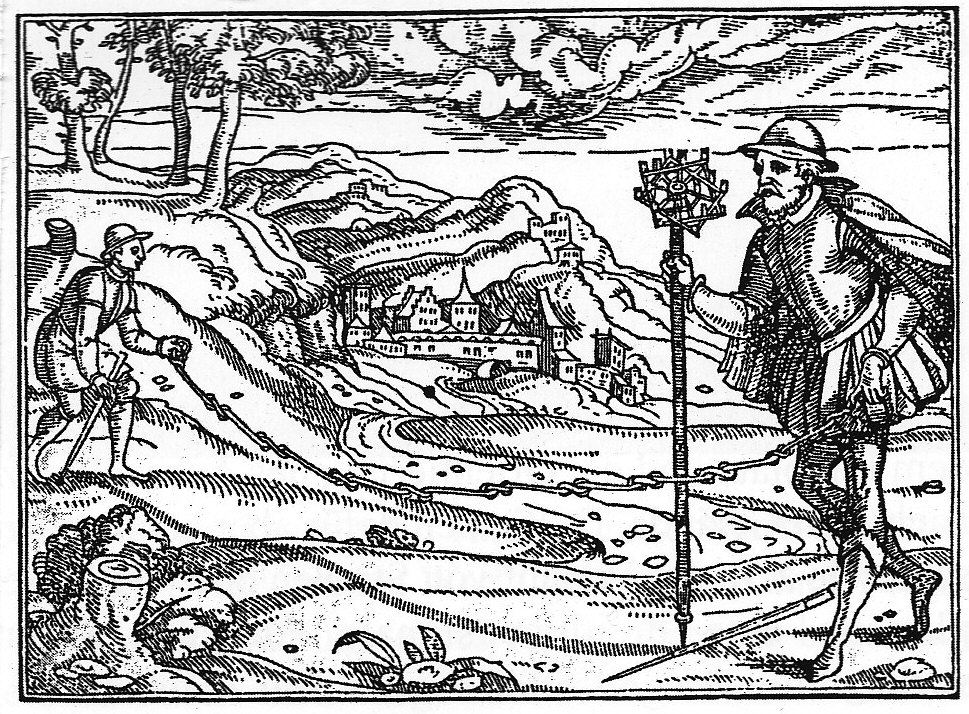
Агрименсор с громой и помощник с цепью. Гравюра Карла Штефана и Иоганна Либхальта; Страсбург, 1579

Состоит из длинного вертикального шеста, к вершине которого прикреплена поперечина (или крест) на поворотном механизме; она может перемещаться и горизонтально. К каждому концу поперечины (креста) прикреплен отвес. Установив грому в грунте, агрименсор фиксировал крест соответственно сторонам света, ориентируясь по положению солнца и по отвесам. Помощник отходил на сто шагов и клал груз, отмечающий направление, в соответствии с указаниями агрименсора. Так отмечались оси будущей разметки, соответствующие сторонам света.
Грома первоначально использовалась в этрусском ритуале основания городов, затем землемерами в Риме, в частности, при размеривании земли под строительство города или римского лагеря. «Громой» называли также центр такого лагеря или форума в городе, пересечение кардо и декумануса, потому что прямой угол этого пересечения первоначально был начерчен агрименсором с помощью громы.
Несколько гром обнаружено при раскопках, возможна детальная реконструкция их устройства.